# Scossalina

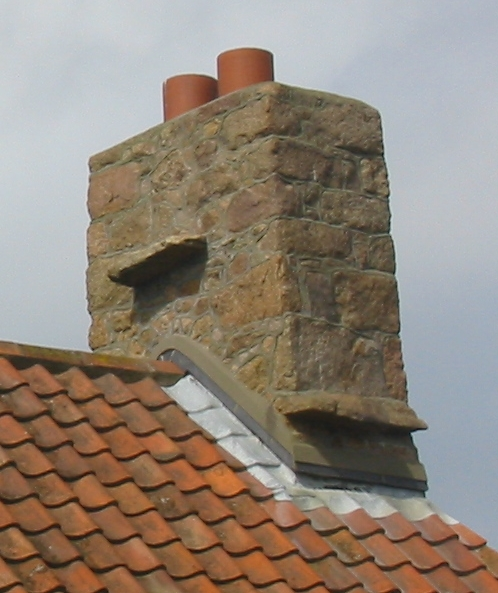
Giuntura impermeabile tra un camino di pietra ed il tetto spiovente a Jersey, Channel Islands.

In edilizia la scossalina è una lastra di lamiera, spesso zincata, che sporge dalla parete di un edificio per impedire le infiltrazioni d'acqua piovana. Più genericamente la parola può indicare una lastra di metallo (anche rame o piombo) o anche un laterizio che serve a proteggere la parte superiore di una muratura per evitare le infiltrazioni.